# Had to Fall in Love
Had to Fall in Love is een nummer van de Britse band Moody Blues. Het nummer verscheen op hun album Octave uit 1978. Dat jaar werd het uitgebracht als de tweede single van het album. Het was voor Nederland en België van I'm Just a Singer (In a Rock and Roll Band) uit 1973; de bandleden hadden enige tijd aan soloprojecten gewerkt. 

## Achtergrond
Had to Fall in Love is geschreven door leadzanger Justin Hayward en geproduceerd door Tony Clarke. Het werd enkel in Nederland en Vlaanderen als A-kant van een single uitgebracht. In andere landen werd de B-kant Steppin' in a Slide Zone als single uitgebracht, met I'll be Level with You als B-kant.
"Had to Fall in Love" kwam in Nederland tot de achttiende plaats in de Top 40, terwijl in de Nationale Hitparade de zestiende plaats werd bereikt. In Vlaanderen behaalde de single plaats 24 in de voorloper van de Ultratop 50. Het was de laatste singlenotering van de band in Nederland en België. 
De band kwam naar Countdown om het te zingen. Had to fall in love stond tussen 1999 en 2015 constant in de Radio 2 Top 2000. De hoes van de Benelux-persing hield zich aan het album (Pinder is nauwelijks zichtbaar).

## Hitnoteringen

### Nederlandse Top 40
| Hitnotering: 02-09-1978 t/m 14-10-1978 | Hitnotering: 02-09-1978 t/m 14-10-1978 | Hitnotering: 02-09-1978 t/m 14-10-1978 | Hitnotering: 02-09-1978 t/m 14-10-1978 | Hitnotering: 02-09-1978 t/m 14-10-1978 | Hitnotering: 02-09-1978 t/m 14-10-1978 | Hitnotering: 02-09-1978 t/m 14-10-1978 | Hitnotering: 02-09-1978 t/m 14-10-1978 | Hitnotering: 02-09-1978 t/m 14-10-1978 |
| Week                                   | 1                                      | 2                                      | 3                                      | 4                                      | 5                                      | 6                                      | 7                                      |                                        |
| -------------------------------------- | -------------------------------------- | -------------------------------------- | -------------------------------------- | -------------------------------------- | -------------------------------------- | -------------------------------------- | -------------------------------------- | -------------------------------------- |
| Positie                                | 27                                     | 22                                     | 18                                     | 18                                     | 21                                     | 37                                     | 39                                     | uit                                    |

### Nationale Hitparade
| Hitnotering: 09-09-1978 t/m 21-10-1978 | Hitnotering: 09-09-1978 t/m 21-10-1978 | Hitnotering: 09-09-1978 t/m 21-10-1978 | Hitnotering: 09-09-1978 t/m 21-10-1978 | Hitnotering: 09-09-1978 t/m 21-10-1978 | Hitnotering: 09-09-1978 t/m 21-10-1978 | Hitnotering: 09-09-1978 t/m 21-10-1978 | Hitnotering: 09-09-1978 t/m 21-10-1978 | Hitnotering: 09-09-1978 t/m 21-10-1978 |
| Week                                   | 1                                      | 2                                      | 3                                      | 4                                      | 5                                      | 6                                      | 7                                      |                                        |
| -------------------------------------- | -------------------------------------- | -------------------------------------- | -------------------------------------- | -------------------------------------- | -------------------------------------- | -------------------------------------- | -------------------------------------- | -------------------------------------- |
| Positie                                | 39                                     | 25                                     | 28                                     | 16                                     | 22                                     | 31                                     | 35                                     | uit                                    |

### NPO Radio 2 Top 2000
| Nummer met noteringen in de NPO Radio 2 Top 2000 | '99  | '00  | '01 | '02 | '03 | '04  | '05  | '06  | '07  | '08  | '09  | '10  | '11  | '12 | '13 | '14  | '15  |
| ------------------------------------------------ | ---- | ---- | --- | --- | --- | ---- | ---- | ---- | ---- | ---- | ---- | ---- | ---- | --- | --- | ---- | ---- |
| Had to Fall in Love                              | 1201 | 1025 | 712 | 680 | 894 | 1104 | 1194 | 1091 | 1196 | 1063 | 1316 | 1291 | 1438 | 994 | 992 | 1123 | 1629 |

1. ↑  Een vetgedrukt getal geeft de hoogste notering aan.
2. ↑  Deze tabel is bijgewerkt tot en met de laatste editie (2024).